# Miep Diekmann
Maria Hendrika Jozina (Miep) Diekmann (Assen, 26 januari 1925 – Scheveningen (Den Haag), 9 juli 2017) was een Nederlandse schrijfster van voornamelijk jeugdliteratuur en journaliste.

## Levensloop
Diekmann werd geboren in Assen en bracht vier jaar van haar jeugd (van 1934 tot 1938) op Curaçao door, waar haar vader commandant van de militaire politie was. Na haar eindexamen gymnasium was ze na de bevrijding werkzaam in de journalistiek, bij onder meer Het Binnenhof. Vanaf 1948 was ze vooral recensent  van speelfilms voor de GPD-bladen en van jeugdliteratuur voor de Haagsche Courant en het Haarlems Dagblad.
Diekmanns vroege oeuvre bestaat uit meisjesboeken met niet al te grote diepgang, met titels als De boot vertrekt zonder Claartje en Annejet helpt een handje.  Vanaf ongeveer 1960 schreef ze boeken die "lastige" onderwerpen zoals seksualiteit, discriminatie en politiek niet uit de weg gingen. In latere jaren richtte ze zich op het jongste publiek en schreef ze voor peuters en kleuters.
Diekmann schreef een tiental boeken over de Antillen, zoals De boten van Brakkeput (1956), En de groeten van Elio (1966), Marijn bij de lorredraaiers (1967), De dagen van Olim (1971) en Nildo en de maan (1975). Een doekje voor het bloeden; koninkrijksverband (1970) bevat journalistiek werk dat ze schreef na de opstand van 30 mei 1969 op Curaçao. Ze coachte Antilliaanse auteurs als Sonia Garmers en Diana Lebacs, Richard Piternella, Frances Kelly, Desiree Correa en Josette Daal. Met bibliothecaresse Alice van Romondt en Liesbeth ten Houten van uitgeverij Leopold was ze medeoprichtster van de Arubaanse uitgeverij Charuba.
Naast haar romans schreef Diekmann ook diverse sprookjes, voorlichtingsboeken, boeken voor beginnende lezers en boeken over de zeventiende-eeuwse schilderkunst. Sommige boeken werden als controversieel beschouwd, zoals De dagen van Olim, waarin de verhouding tussen de Nederlanders en de bevolking van de kolonie aan de orde wordt gesteld.
Aan Diekmann werden diverse prijzen uitgereikt, waaronder de Kinderboekenprijs (wat later de Gouden Griffel is geworden), de Duitse Jeugdliteratuurprijs (in 1964), de Nederlandse Staatsprijs voor kinder- en jeugdliteratuur en de Nienke van Hichtum-prijs.
In 1990 stopte ze op doktersadvies met schrijven en publiceren. Daarna verschenen alleen nog bloemlezingen. Diekmann werd 92 jaar oud.

## Boeken
- 1947 - Voltooid verleden tijd: meisjesroman (Westfriesland)
- 1947 - Panaderio Pan (Westfriesland)
- 1948 - Wereld van twee (Westfriesland)
- 1949 - ...En wat kan ik?: jeugdroman. Met illustraties van Hans Borrebach (Westfriesland)
- 1954 - Marmouzet: roman voor oudere meisjes. Met illustraties van Nic. Blans Jr (Westfriesland)
- 1954 - Anders is niet altijd beter: roman voor oudere meisjes. Met illustraties van Emile Brumsteede (Westfriesland)
- 1955 - Viermaal Lodewijk. Met illustraties van Nic. Blans Sr.(Westfriesland)
- 1955 - De boot vertrekt zonder Claartje. Met illustraties van Hans Borrebach (Westfriesland). In 1983 ook verschenen onderdeel titel Zonder Claartje
- 1955 - Mariëtte. Met illustraties van Nic. Blans Jr. (Westfriesland)
- 1956 - Annejet helpt een handje. Met illustraties van W.P. Lap (Annejet-serie nr. 2) (Westfriesland)
- 1956 - Annejet stelt zich voor. Met illustraties van W.P. Lap (Annejet-serie nr. 1) (Westfriesland)
- 1956 - Annejet wint de laatste ronde. Met illustraties van W.P. Lap (Annejet-serie nr. 3) (Westfriesland)
- 1956 - De boten van Brakkeput. Met illustraties van Jenny Dalenoord (Leopold)
- 1956 - Een spel van schijn. Met illustraties van Hans Borrebach (Westfriesland)
- 1957 - Een mens tekort (Leopold). In 1981 ook verschenen als De prinses van Zweeloo
- 1957 - Annejet laat het er niet bij zitten. Met illustraties van W.P. Lap (Annejet-serie nr. 4) (Westfriesland)
- 1957 - Padu is gek. Met illustraties van Jenny Dalenoord (Leopold)
- 1958 - Nooit meer een lampion. Met illustraties van Jenny Dalenoord (Leopold)
- 1958 - Annejet knipt de kaartjes. Met illustraties van W.P. Lap (Annejet-serie nr. 5) (Westfriesland)
- 1959 - Gewoon een straatje. Met illustraties van Jenny Dalenoord (Leopold)
- 1960 - Het varken dat spaarvarken wilde zijn (Nutsspaarbank)
- 1960 - Driemaal is scheepsrecht: roman voor de oudere jeugd. Met illustraties van Gerard van Straaten (Leopold)
- 1961 - ...En de groeten van Elio: roman voor de oudere jeugd. Met illustraties van Jenny Dalenoord (Leopold)
- 1961 - Als je het nog niet wist: voorlichting en levenskunst voor teenagers. Met illustraties van Otto Dicke (Ten Brink)
- 1962 - Andere mensen zijn ook gewoon (Van Goor)
- 1962 - Mozaïek: bloemlezing voor het lager onderwijs (11 delen) (Van Goor)
- 1964 - De schoonste dag. Met illustraties van Jenny Dalenoord (Wolters)
- 1964 - Wie zei dat we zo schoon zijn?. Met illustraties van Otto Dicke (Leopold)
- 1964 - Sjon Karko. Met illustraties van Jenny Dalenoord (Wolters)
- 1964 - Mijn lama (Esso Nederland)
- 1965 - Geen mens is van de ander (Van Goor). In 1977 ook verschenen onder de titel Mens te koop
- 1965 - Marijn bij de Lorredraaiers. Met illustraties van Dirk de Wilde (Leopold)
- 1965 - Dat danst en doet maar. Met illustraties van Otto Dicke  (Katholiek Cultureel Verband van dansleraren 'San Filippo Neri')
- 1967 - De trapeze: een reeks originele verhalen en gedichten voor de lagere school; deel 9 (Noordhoff)
- 1967 - Nildo en de maan. Met illustraties van Jenny Dalenoord  (Wolters)
- 1967 - Jossy wordt een indiaan. Met illustraties van Jenny Dalenoord  (Wolters)
- 1969 - Een liedje voor een cent. Met illustraties van Johan Valentijn (Leopold).
- 1970 - Een doekje voor het bloeden (koninkrijksverband) (Leopold)
- 1971 - De dagen van Olim (Leopold)
- 1971 - Het geheim van Dakki Parasol. Met illustraties van Jenny Dalenoord (Leopold)
- 1973 - Total loss, weetjewel. Met illustraties van Thé Tjong Khing (Querido)
- 1974 - Stuivertje wisselen (Westfriesland)
- 1974 - Iedereen doet maar! (Westfriesland)
- 1974 - De boerderij: mensen en dieren: leerlingenboek (Stichting Nederlandse Onderwijs Televisie)
- 1975 - Dan ben je nergens meer. Met illustraties van Thé Tjong Khing (Querido)
- 1977 - Wiele wiele stap. Met illustraties van Thé Tjong Khing  (Querido)
- 1978 - Zeg 't maar: een groot verhalenboek om voor te lezen aan kinderen van 4 tot 7 jaar. Met illustraties van Fiel van der Veen (Wolters-Noordhoff)
- 1979 - Stappe stappe step. Met illustraties van Thé Tjong Khing (Querido)
- 1980 - Ik heb geen naam: uit een dagboek van een vijftienjarige, co-auteur Dagmar Hilarová, illustrator Ralph Prins (Leopold)
- 1982 - Ik en jij spelen wij. Met illustraties van Thé Tjong Khing (Querido)
- 1982 - Geen enkel verdriet duurt honderd jaar. Met illustraties van Jenny Dalenoord (Querido)
- 1983 - Hannes en Kaatje, wat is dat voor praatje?. Met illustraties van Thé Tjong Khing (Querido)
- 1984 - Klik klik... ik. Met illustraties van Thé Tjong Khing (De Viergang)
- 1985 - Hannes en Kaatje, 2 in een straatje. Met illustraties van Thé Tjong Khing (Querido)
- 1985 - Hannes en Kaatje, een koekje met een gaatje: oude en nieuwe decemberverhalen. Met illustraties van Thé Tjong Khing (Querido)
- 1986 - Hannes en Kaatje en het rommellaatje. Met illustraties van Thé Tjong Khing (Querido)
- 1986 - Hoe schilder hoe wilder; deel 1: Leiden, co-auteur Marlieke van Wersch (Leopold)
- 1988 - Hoe schilder hoe wilder; deel 2: Haarlem, co-auteur Marlieke van Wersch (Leopold)
- 1989 - Krik, met illustraties van Thé Tjong Khing (Leopold). In 1998 verschenen onder de titel Krik, de prins die trouwen moest
- 1993 - Zóóó groot. Met illustraties van Thé Tjong Khing (Averroès)